# 主宰
| ウィキペディアには「主宰」という見出しの百科事典記事はありません（タイトルに「主宰」を含むページの一覧/「主宰」で始まるページの一覧）。 代わりにウィクショナリーのページ「主宰」が役に立つかもしれません。 |